# Sombrerete (kommun)
Sombrerete är en kommun i Mexiko.   Den ligger i delstaten Zacatecas, i den centrala delen av landet, 700 km nordväst om huvudstaden Mexico City.
Följande samhällen finns i Sombrerete:
- Sombrerete
- Benito Juárez
- Charco Blanco
- Villa Insurgentes
- San José de Félix
- Colonia Flores García
- José Santos Bañuelos
- Agua Zarca
- Nicolás Fernández Carrillo
- Alfredo V. Bonfil
- Plan de Guadalupe
- Ignacio Zaragoza
- Ejido Independencia
- Ignacio Allende
- El Sauz del Terrero
- Luis Moya
- Lo de Mena
- Quince de Enero
- Colonia Dos de Menonitas
- El Saucillo
- San Antonio del Cerrito
- Santiago de la Herradura
- La Peña Bola
- Menonita
- Colonia Aquiles Serdán
- Colonia Tres de Menonitas
- San Jerónimo de Sauces
- Luis Echeverría
- Providencia